# Sacha Schneider
Sacha Schneider (* 23. Juni 1972) ist ein ehemaliger luxemburgischer Fußballspieler und heutiger Trainer.

## Als Spieler

### Verein
Schneider spielte in seiner Jugend bei Union Sportive Mertert. 1992 wechselte er in den Seniorenbereich zu CS Grevenmacher. Mit diesem Verein gewann er 1995 und 1998 die Coupe de Luxembourg. 2002 wechselte Schneider zu Jeunesse Esch. Dort feierte er 2004 den Gewinn der luxemburgischen Meisterschaft. Nach einer weiteren Spielzeit bei Jeunesse beendete er 2005 seine aktive Laufbahn.

### Nationalmannschaft
Er bestritt 27 Spiele für die luxemburgische Nationalmannschaft. Seinen einzigen Treffer für das Nationalteam erzielte er am 6. Juni 2001 bei der 1:2-Heimniederlage im WM-Qualifikationsspiel gegen Russland.

### Erfolge
- Luxemburgischer Meister: 2004
- Luxemburgischer Pokalsieger: 1995, 1998

## Als Trainer
Der ehemalige Stürmer ist Inhaber der Trainer-Lizenz C und ist Jugendkoordinator bei Union Mertert-Wasserbillig. Im Februar 2025 übernahm er außerdem das Cheftraineramt des mittlerweile in der Viertklassigkeit spielenden Vereins.

## Sonstiges
Schneider ist verheiratet und Vater von drei Kindern.